# Rožanj
Rožanj ist ein Dorf im Nordosten von Bosnien und Herzegowina, das administrativ zur Verbandsgemeinde Sapna gehört. Es befindet sich nordwestlich des Gemeindezentrums nahe der innerbosnischen Entitätengrenze.

## Geschichte
Vor dem Bosnienkrieg war Rožanj Teil der Gemeinde Zvornik und hatte eine serbische Bevölkerungsmehrheit.

## Bevölkerung
Laut der letzten Volkszählung 2013 hatte der Ort 29 Einwohner; vor dem Krieg waren es noch über 400.